# Бондаренков
Бондаренков — хутор в Шебекинском районе Белгородской области, входит в состав Белянского сельского поселения.

## География
Расположен юго-восточнее села Козьмодемьяновка.
Через хутор проходит автомобильная дорога 14К-3 и протекает речка, впадающая севернее хутора в реку Нежеголь.

## Население
| 2002 | 2010 |
| ---- | ---- |
| 105  | ↘84  |